# Chanae (huyện)
Chanae (tiếng Thái: จะแนะ) là một huyện (amphoe) ở phía nam của tỉnh Narathiwat, phía nam Thái Lan.

## Lịch sử
Tambon Dusong Yo và Chanae đã được tách ra từ huyện Ra-ngae để lập tiểu huyện Chanae (King Amphoe) ngày 15 tháng 7 năm 1983.
Tiểu huyện đã được chính thức nâng cấp thành huyện ngày 1 tháng 1 năm 1988.
Chanae is the Malay name of a native Colocasia species.

## Địa lý
Các huyện giáp ranh (từ phía tây theo chiều kim đồng hồ) là Betong và Than To của tỉnh Yala, Sisakhon, Ra-ngae, Sukhirin của tỉnh Narathiwat bang Kelantan của Malaysia.

## Hành chính
Huyện này được chia thành 4 phó huyện (tambon), các đơn vị này lại được chia ra thành 29 làng (muban). Không có khu vực thành thị, có 4 Tổ chức hành chính tambon.
| STT | Tên          | Tên tiếng Thái | Số làng | Dân số |  |
| --- | ------------ | -------------- | ------- | ------ |  |
| 1.  | Chanae       | จะแนะ          | 10      | 11326  |  |
| 2.  | Dusongyo     | ดุซงญอ          | 8       | 8814   |  |
| 3.  | Phadung Mat  | ผดุงมาตร        | 6       | 5500   |  |
| 4.  | Chang Phueak | ช้างเผือก        | 5       | 5696   |  |